# Lisa Pratt
Lisa Pratt je americká biochemička a astrobioložka, která v letech 2018 až 2021 pracovala v NASA jako 7. důstojník planetární ochrany. Její akademická práce a později práce profesorky a výzkumnice organismů ji připravila na pozici, ve které byla zodpovědná za ochranu Země a dalších planet ve sluneční soustavě před vesmírnými mikroby. Je emeritní proboštskou profesorkou věd o Zemi a atmosféře na Indiana University Bloomington.

### Věda
Po studiích španělštiny studovala botaniku a potom geologii. Později začala učit studenty, tématem bylo studium mikroorganismů v ropě. Snažila se zjistit, jak extrémní prostředí ovlivňuje mikroorganismy, sbírala vzorky také například ve zlatých dolech Jižní Afriky. S NASA začala spolupracovat kolem roku 2000. V roce 2011 obdržela grant od NASA pro projekt studia ledovce v Grónsku. Později se zabývala studiem Marsu, včetně projektu sběru vzorků na Marsu. Její nejcitovanější vědecký článek je o oxidaci moře v době nejmladších starohor před asi 600 miliony lety.